# モーテルズ
モーテルズ（The Motels、日本語では「ザ・モーテルズ」と表記されることもある）はアメリカ合衆国のニュー・ウェイヴバンド。「Only the Lonely」と「Suddenly Last Summer」2曲の全米トップ10ヒットで知られる。
1987年、リード・ボーカルのマーサ・デイビスのソロ転向に伴い一旦解散したが、1998年再結成後は幾度となくメンバーとバンド名を変えながら、マーサのソロプロジェクトと並行してバンド活動を継続した。
2013年以降は主に「マーサ・デイビス＆モーテルズ（Martha Davis and The Motels）」名義で、アメリカやオーストラリアでのツアーを中心に現在も活動中である。

## 来歴

### 第1期：成功前夜
モーテルズは1971年カリフォルニア州のバークレーで結成された。結成時のバンド名は「The Warfield Foxes」で、メンバーはマーサ・デイビス（ボーカル、ギター）、ディーン・チェンバレン（リード・ギター）、チャック・ワダ（リズム・ギター）、リサ・ブレンナイス（ベース）。1975年になるとバンドはレコード会社からのオファーを夢見て大都市ロサンゼルスに拠点を移した。ロスで曲を書き溜める傍らリサが脱退し、代わってギタリストのリチャード・ダンドレアとドラマーのロバート・ニューマンが加入した。同時期バンド名が「Angels of Mercy」を経て「モーテルズ」に変更された。
バンドはウィスキー・ア・ゴーゴーやロキシーシアターなどのクラブで演奏したり、KROQラジオでロドニー・ビンゲンハイマーの番組に登場するなど活動の場を広げ、ハリウッドのTroupers HallではThe PopやThe DogsとロックイベントRadio Free Hollywoodを企画・開催し、無名アーティストたちにクラブ以外の公演の場を与えた。ワーナー・ブラザース・レコードに送ったデモテープは不発に終わったが、キャピトル・レコードからはレコーディングのオファーを受けることに成功する。しかしチャンス到来にもかかわらず、バンドはメンバー間の音楽性の相違によりこのオファーを蹴って解散してしまう。
なお当時の音源のうちワーナーへのデモに含まれていた曲「Counting」が、ライノ・レコード企画のコンピレーション・アルバム「Saturday Night Pogo」に収録された。また同デモからは「Every Day Star」が、モーテルズが2001年にリリースした2枚組CD「Anthologyland」に収録されている。
解散後のメンバーの進路は様々で、ディーンはCode Blueを結成しワーナーと契約。リチャードはThe Pitsに加入後、ブロンディを脱退したゲイリー・バレンタインと合流しThe Knowに加入した。音楽界を離れた者もおり、ロバートはデザイナーに、チャックはファイナンシャルアドバイザーに転身。いち早く脱退したリサはフィルム編集のプロとして働きFinal Cut Proシリーズのガイドブックを執筆した。

### 第2期：全盛期
1978年リサは、ギタリストのジェフ・ジュラード（元トム・ペティ&ザ・ハートブレイカーズ）とモーテルズ再結成に向けて始動する。オーディションの結果、ジェフの弟マーティ（サクソフォン、キーボード）、マイケル・ゴードロー（ベース）、ブライアン・グラスコック（ドラムス）が採用された。
再結成後すぐにバンドはゴーゴーズと同じハリウッドのクラブでリハーサルを開始し、ギャザリーズやチャイナタウンのマダム・ウォンの店などで演奏した。モーテルズのパフォーマンスは次第に評判を呼び、1979年にはキャピトルとの契約に漕ぎつける。4ヶ月後デビューアルバム「ようこそモーテルズへ」がリリースされた。ファーストシングル「Closets and Bullets」はチャート入りしなかったが、セカンドシングルの「Total Control」がフランスでトップ20、オーストラリアでトップ10圏内にランクインした。 
1980年セカンドアルバムの制作に先立って、ギタリストがジェフからリサのボーイフレンド、ティム・マクガヴァンに変更された。同年リリースされたセカンドアルバム「御用心」は、全米アルバムチャートBillboard 200の45位まで上昇した（ファーストアルバムは175位）。シングルも健闘し、「Days are OK」と「Whose Problem?」は双方全英チャートで50位内にランクイン。「Whose Problem?」がオーストラリアでもチャート入りしたほか、「Danger」がフランスでトップ20入りを果たした。
1981年リリースを予定していたサードアルバム「Apocalypso」では、プロデューサーにヴァル・ギャレイ（後の1982年にキム・カーンズの「ベティ・デイビスの瞳」でグラミー賞を獲得）を招聘した。しかしこのアルバムはキャピトルから「大衆向きではない」、「異様」などと難癖をつけられリリースを却下されてしまう。
バンドはすぐにアルバムの再制作に着手した。この最中にリサとティムが破局。1981年の暮れにティムはバンドを去ってしまう。リサたちは仕方なくスタジオミュージシャンを代役に立てレコーディングを続行した。ギタリストにワディ・ワクテルとエイドリアン・ペリトレが起用されただけでなく、ドラムスのクレイグ・クランプやベースにまでスタジオミュージシャンが多用された。完成したアルバムはタイトルを「L.A.から来た女」に変更し1982年4月5日リリースされた。
第1弾シングル「Only the Lonely」はBillboard Hot 100で9位、メインストリーム・ロック・チャートで6位の大ヒットなった。他のシングルも「Mission of Mercy」がメインストリームで23位となり、「Take the L」と「Forever Mine」がBillboard Hot 100でチャート入りした。
1982年、テレビ界では折しもMTVの大ブームが到来。モーテルズも「Only the Lonely」と「Take the L」のミュージック・ビデオを制作し、「Only the Lonely」がアメリカン・ミュージック・アワードのビデオカテゴリーでベストパフォーマンス賞を獲得した。同年、元イギー＆ザ・ストゥージズのスコット・サーストン（ギター、キーボード）がツアーメンバーとして加入した。
1983年、4thアルバム「可愛い泥棒たち」の制作に取り掛かる頃、ギャレイはアルバムとビデオのプロデュースだけでなくバンドのマネジメントも担っていた。ギャレイは今回のレコーディングでも、サードアルバムと同様スタジオミュージシャンを多用した。その結果、バンドの固定メンバーは実質リサだけとなっていた。ライブではスタジオミュージシャンに代わってスコットを含むツアーメンバーがリサをサポートした。
「可愛い泥棒たち」はアメリカやカナダでゴールドディスクを獲得。ファーストシングル「Suddenly Last Summer」はBillboard Hot 100で9位、メインストリームで1位を獲得した。同じ頃ギャレイの差し金でドラムスのデヴィッド・プラションが加入したため、ブライアンは渋々パーカッションに移らされる羽目になった。
1984年初頭。サタデー・ナイト・ライブへの出演で弾みをつけ、順調にスタートしたかに見えた可愛い泥棒たちツアーだったが、ひと月後ギャレイの解雇というトラブルで中断を余儀なくされる。ギャレイが呼んだデヴィッドもバンドを去り、ブライアンがドラムスに復帰した。マネジメント体制を一新したバンドはツアーを再開。4月には初来日し、FM東京とFM大阪が共催したロックフェス「FM LIVE-ALIVE '84 明日のスーパースターたち」に参加、東京と大阪の会場で演奏した。バンドはツアーと並行してスタジオ録音を行ない、2本の映画「ハドソン河のモスコー」と「りんご白書」のサウンドトラックに楽曲を提供した。
次のアルバム制作に向け、キャピトルはより大衆受けを狙ってプロデューサーにリッチー･ジトーを起用した。1年以上の制作期間を経て5thアルバム「ショック!」は1985年9月リリースされた。シングルは「うれしはずかしシェイム・オン!」がBillboard Hot 100で21位、メインストリームで10位に、「Shock」がBillboard Hot 100で84位にランクインした。翌年からバンドは次のアルバムを想定した曲作りに取り掛かった。しかしその矢先の1987年2月、リサからバーに呼び出された他のメンバーは、一方的にバンド解散とリサのソロ転向を告げられた。
第2期に在籍したバンドメンバーは2004年にVH1の番組Bands Reunitedで再会。リサと共にマイケル、マーティ、ブライアン、エイドリアンが一夜限りのギグに参加した。お蔵入りしたアルバム「Apocalypso」のオリジナルバージョンは2011年、Omnivore Recordingsからアメリカ国内向けにリリースされた。

### マーサ・デイビスソロ
マーサは1987年11月、初のソロアルバム「ポリシー」をリリースした。このアルバムにはクラレンス・クレモンズ、ケニー・G、チャーリー・セクストンが参加している。シングルは「Don't Tell Me the Time」がオーストラリアで8位になったものの、Billboard Hot 100では80位に留まり、他のシングルはこれにすら及ばない結果となった。またアルバムの評判も今一歩で、マーサの歌唱力には賞賛が集まったが、音楽性は「独特のムードに欠ける」、「薄っぺらなサウンド」などと評された。この事態を受けマーサはすぐにキャピトルとの契約解除を申し出た。
キャピトル離脱後、マーサは新たな音楽スタイルを模索しつつ、数本の映画サウンドトラックに参加する。しかしこの時期明らかにマーサのキャリアは下降線を辿っていた。1990年代初頭には新しい曲を書き溜めては、不定期でサプライズ・ギグを行なうのが主な活動となった。
1997年以降マーサはモーテルズとのバンド活動に回帰するが、その後21世紀に入っても2004年「...So the Story Goes」、2008年「Beautiful Life」、2010年「Red Frog Presents: 16 Songs for Parents and Children」とコンスタントにソロアルバムをリリースしている。

### 第3期：リバイバル

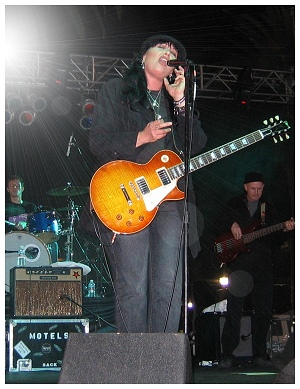
マーサ・デイビスとモーテルズ、ハリウッド・パークでのライブ、2006年

1997年に入りマーサは、エリック・ルメール（ギター）、エイドリアン・バーク（ベース）、デヴィッド・バン・パッテン（キーボード、ギター）、ジェイソン・ローリー（ドラムス）とライブ活動を開始する。バンド名は当初の「マーサ・デイビス・ジュニア（Martha Davis Jr.）」から1998年に「モーテルズ（The Motels）」へと変更された。1998年にはメンバーがドラムスのジェイソンを除いて、ミック・タラス（ギター）、アンジェロ・バーベラ（ベース）、ケヴィン・ボウエン（キーボード）、マイケル・バーベラ（キーボード、サクソフォン）に一新された。1999年ニック・レミュー（キーボード）が加入した。演奏レパートリーは主に1987年解散後の新しい楽曲で占められた。
2001年バンドはマーサ、ギターのミック、ベースのデヴィッド・サットン、ドラムスのフリッツ・リワク、という4人編成に改められた。2004年はアメリカとオーストラリアで計70本以上のライブを行った。2006年からのメンバーはマーサ、クリント・ウォルシュ（ギター）、ジョン・シーベルズ（ギター）、ニック・ジョーンズ（ベース、キーボード）、エリック・ガードナー（ドラムス）となった。
2005年、マーサとモーテルズはインディーズCD「So the Story Goes which sold out」をリリースした。また「モーテルズ フィーチャリング マーサ・デイビス（The Motels featuring Martha Davis）」名義でテレビ番組のHit Me, Baby, One More Timeに出演、「Only the Lonely」とノラ・ジョーンズの「ドント・ノー・ホワイ」を披露した。同年マーサはシアトルの劇場Teatro ZinZanni（TZ）でも演奏したが、これはTZの音楽監督ノーム・ダーキーとのコラボCD「Omnium」制作に伴うものだった。CDは2007年にTZのギフトショップ専売でリリースされた。2007年にはソニーBMGから、2006年カリフォルニア州サンフアン・カピストラノで収録されたライブ・アルバム「Standing Room Only」がリリースされた。マーサはサマンサ・フォックスやリック・スプリングフィールドらと並んで往年の'80sスターとして、オーストラリアの音楽イベントCountdown Spectacular 2にも参加した。
22年振りのモーテルズ名義となるスタジオ・アルバム「Clean Modern and Reasonable」が2007年にリリースされた。アルバムには新規レコーディングされた「Only the Lonely」、「Take the L」、「Suddenly Last Summer」や、その他のヒット曲のアコースティックバージョン、シングルB面、マーサのソロナンバーが収録された。翌年には2枚のスタジオ・アルバム、モーテルズの「This」とマーサのソロ「Beautiful Life」が同時発売された。「Beautiful Life」はマーサの母親の自殺など暗い過去を語る自伝的なコンセプト・アルバムとなっている。
2009年のツアーではマット・ミラー（ギター）、マシュー・ブラウン（ベース）、フェリックス・マーサー（キーボード）、マシュー・モーガン（ドラムス）と、又もやマーサの帯同メンバーが一新されたが既存メンバーも併用され、会場に合わせて柔軟にメンバーを入れ替え起用された。
2009年末から2010年初頃にマーサはシングル2曲「Atomic Cafe」と「Mr. Grey」をダウンロード販売した。「Mr. Grey」は後年リリースを予定していたジャズCDからの選曲であったが、結局このCDはリリースの希望を抱きつつも叶わず2011年以降保留されたままである。

### 現在
2012年9月、モーテルズはバウ・ワウ・ワウ、ザ・サイケデリック・ファーズ、ゴーゴーズと共にハリウッド・ボウルでのライブイベントに参加し、オープニングアクトを務めて大好評を得た。翌年マーサの誕生日である1月19日にVesuvio Entertainmentとマネジメント契約を結ぶと、直後の25日には世界最大の楽器ショーNAMM Show（Winter NAMM）で「Living Legends」と銘打ったライブを行った。再びかつての名声を取り戻したモーテルズは、以降全米を股に掛ける大規模なツアーを行い、バウ・ワウ・ワウやGene Loves Jezebelといった同世代バンドたちとの共演を果たした。
2013年のツアー中、ウェブサイトなどでのオフィシャルバンド名表記は「マーサ・デイビス＆モーテルズ」とされ、メンバーは2006年から在籍のクリント（ギター）とエリック（ドラムス）、1987年の解散以来となるマーティ（サクソフォン、キーボード）、そして新規加入のニコラス・ジョンズ（ベース）と、新旧入り混じった構成となった。マーティは2014年もウィスキー・ア・ゴーゴーの50周年記念ライブを始め多数の公演に帯同し、現在は正式メンバーとなっている。なおこのウィスキー・ア・ゴーゴーでのライブの模様は、ロイ・H・ワグナー撮影、デニース・フェイ監督によるビデオ作品「The Motels Live at the Whisky a Go Go 50th Anniversary Special」としてリリースされている。
2014年はゴーゴーズをフィーチャーした'80sイベント「Replay America」にも名を連ねた。このツアーには他にカッティング・クルーやネイキッド・アイズなども参加している。2015年から2016年にも多くのライブを行い、2016年の「Lost 80s Live」フェスティバルでは、 フロック・オブ・シーガルズ、ベルリン、トミー・ツートーン、ワン・チャンらと共演した。
2017年には、2002年～2006年にレコーディングされたレア音源27曲を集めたコンピレーション・アルバム「If Not Now Then When」をリリースした。
現在モーテルズは、膨大なストックから選曲したセットリストを携えアメリカ各地をツアー中である。

## 受賞歴
- アメリカン・ミュージック・アワード（1982年） - ベストパフォーマンス（「Only the Lonely」）[52]
- Independent Music Awards（2012年） - ベストリイシューアルバム（「Apocalypso」）[53]
- Hollywood Music in Media Awards（2018年） - ジャンルノミネーション（「Punchline」 - オルタナティブ）[54]

## ディスコグラフィ
- 「ようこそモーテルズへ（英語版）」(1979年)
- 「御用心（英語版）」(1980年)
- 「L.A.から来た女（英語版）」(1982年)
- 「可愛い泥棒たち（英語版）」(1983年)
- 「ショック!（英語版）」(1985年)
- 「This（英語版）」(2008年)
- 「Apocalypso（英語版）」(2011年)
- 「If Not Now Then When（英語版）」(2017年)
- 「The Last Few Beautiful Days（英語版）」(2018年)

## 関連文献
- Valcourt, Keith (2011年). “Martha Davis of The Motels: Not Checking Out”. Rocker Magazine. 2015年6月12日閲覧。